# Poppo Oglejski
Poppo Oglejski (* cca. 1000, Trebinja (Koroška); † 28. septembra 1042, Oglej),  enkrat v virih imenovan tudi Wolfgang, iz plemiške hiše grofov Trebinjskih, je bil Oglejski patriarh (od leta 1019).

## Življenjepis

### Družinsko poreklo
Po tradicijskem izročilu naj bi bil iz rodbine grofov Trebinjskih (imenovanih po istoimenskem gradu severno od Beljaka)  . Nekateri zgodovinarji menijo, da je  njihov izvor verjeteno na Bavarskem; po mnenju  zgodovinarja Heinza Dopscha pa je izviral iz rodu Otokarjev na Štajerskem oziroma današnji Gornji Avstriji.
Nejasnost o točnem mestu izvora je posledica dejavnosti njegovega očeta Oci-ja (ali Ozi-ja, Otger-rja, Otakarja, Otacharja), v dokumentu iz leta 994 je naveden kot "grof in poslanik" (comes et missus) kralja Otona III., pa tudi "Waltpotus" (Gewaltbote tj. cesarski predstavnik) na Koroškem . Ker je bil del visoke aristokracije Svetega rimskega cesarstva in je bil izpričan tudi na Bavarskem, Štajerskem in Kraljevini Italiji. Njegovi materi je bilo ime Irenburg. Imel je vsaj enega brata, Oci-ja, ki se navaja kot grof Pordenonski v Furlaniji in Zeidelgau na Bavarskem.
Njegovi starši so ustanovili benediktinski samostan Osoje, ki ga je Poppon odkupil leta 1028. Od takrat je bil za približno dve stoletji podrejen in vključen v gospostvo Oglejskega patriarhata.

### Uveljavljanje
Verjetno je bil mlajši sin, zato se je posvetil cerkveni karieri. Še v svoji mladosti proti koncu leta 1019 je postal oglejski patriarh, ker ga je favoriziral cesar Henrik II., s katerim je bil morda v sorodu. Vemo, da je bil v tem času Meinwerk, Paderbornski škof, nečak vladarja, v krvnem sorodstvu s Popponom.
Od zgodnjih časov se je izkazal za zvestega privrženca cesarja Henrika II.. Letu 1020 je bil s papežem Benediktom VIII. v Bambergu, kjer je praznoval velikonočne praznike; ob tej priložnosti je cesar njegovi cerkvi podelil pomembne privilegije, izenačil patriarha s cesarskim odposlancem s sodnimi pooblastili nad ozemlji, ki so mu bila podvržena. V letih 1021 - 1022 se je udeležil na čelu kontingenta cesarjeve ekspedicije v Južno Italijo, o čemer pričajo listine v samostanu Montecassino.
Po smrti cesarja Henrika II. mu je uspelo stkati močne vezi z naslednikom Konradom II.. Tako je cesar Konrada II. podprl pravice patriarhata proti Adalberonu, vojvodi na Koroškem. 

### Spopad z Gradežem
Dogodek iz leta 1024 je bil še posebej pomemben, in ga je treba uokviriti v kontekstu dolgoletnih sporov med Oglejskim patriarhatom in Gradežem okoli cerkvene nadvlade nad italijanskim severovzhodom. Poppon je izkoristil situacijo, ko je prišlo do izgona beneškega doža Otona Orseola in njegovega brata Orsa, patriarha v Gradežu, in se pojavil pred Gradežem na čelu vojaške ekspedicije ter pod pretvezo delovanja kot zaščitnika lagune vstopil v mesto. Vendar je potem pozabil na obljube in vojska je oplenila cerkve, odstranila relikvije, ubijala menihe in posiljevala nune. Dejstva so povzeta v nekaterih papeških pismih, v katerih papež Janez XIX. in retrospektivno papež Benedikt IX. obtožujeta Poppona, ki je bil zato decembra 1024 prisiljen zapustiti Gradež.
Nekaj let kasneje je Konrad II. prišel v Italijo, da bi ga okronali za kralja in cesarja. Poppon je izkoristil navzočnost cesarja in se udeležil Rimskega koncila leta 1027, ki je potrdil nadrejenost Ogleja nad Gradežem, kot je bilo že sklenjeno na koncilu v Mantovi iz leta 827. Papež Janez XIX., na katerega je gotovo vplival cesar in zaradi odsotnosti patriarha iz Gradeža, je sprejel prošnjo, da se Cerkev Gradeža vključi v Oglejsko cerkev. Vendar to ni bilo dovolj za dokončen poraz cerkve iz Gradeža, ki je v naslednjih letih še naprej ohranjala polna pooblastila.

### Preoblikovanje Ogleja
V času, ko papež in rimska kurija še niso vodili reforme Cerkve (kot se bo to zgodilo kmalu zatem v investiturnem boju, je Poppon na lastno pobudo delal na afirmaciji svojega sedeža, njegovi obrambi in povečanju moči - tudi z orožjem - in na duhovni obnovi. 
Leta 1027 je bil v Veroni, kjer mu je cesar potrdil sodno imuniteto njegove Cerkve (ki so jo prej podelili že različni vladarji od Karla Velikega) naprej in tako dobil zaščito pred trditvami Adalbera, koroškega vojvode in grofa  Veronskega. 
Leta 1028 je z denarjem in donacijo razširil uveljavljanje cesarskih pravic nad ozemljem spodnje Furlanije, ob toku rek Soče in Livenze; leta 1034 so bila patriarhatu dodana tudi ozemlja med rekama Livenza in Piave. Te koncesije, ki so šle na račun beneških interesov, so bile morda namenjene nadomestilu nezmožnosti, da Oglej uveljavil svojo nadvlado nad Gradežem in je bila utemeljena na procesu opredeljevanja gospostva patriarhov.
Med še danes vidnimi znaki Popponove dejavnosti in tesnega sodelovanja s cesarjem, nas spominja Oglejska bazilika, ki jo je obnovil in posvečal leta 1031: na freskah, ki krasijo apsido je prikazan ta patriarh s člani cesarske družine. Obraz Konrada II. je prikazan edino tu in še na kovancu, ki so ga takrat kovali.
Ob obnovi katedrale, je ustanovil tudi bogato obdarjen Kapitelj kar 50 kanonikov. Prav tako se je posvetil tudi reformi meniškega življenja, naklonjen je bil ženskemu samostanu Svete Marije v Ogleju (ki ga je po mnenju nekaterih ustanovil prav on sam) in že omenjenemu samostanu v Osojah.

### Zadnja leta
Zadnja leta njegove vlade so manj znana, morda zato, ker se je njegova dejavnost upočasnila ali stabilizirala. Pozimi leta 1037 je imel kratkotrajen nesporazum s cesarjem Konradom II., namreč potem ko je Poppon dovolil pobeg milanskemu nadškofu Aribertu, ki ga je vladar ujel in zaupal v ujetništvo samo patriarhu in koroškemu vojvodi.
S Henrikom III., ki je nasledil Konrada v letu 1039, je imel odnose bolj na distanci. Kot je bilo običajno, je Poppon od novega vladarja dobil potrditev različnih privilegijev in eno darovnico teritorialne posesti na kranjskem leta 1040.
Leta 1042 je poskusil z drugim napadom na patriarhat Gradež, vendar je istega leta, 28. septembra nenadoma umrl. V naslednjem obdobju je prišlo do ponovnega preživetja mesta Gradeža, zahvaljujoč koncesijam papeža  Benedikta IX. leta 1044 in Leona IX. (ki je Gradežu dal naziv "Novi Oglej") in cesarju Henriku III., ki je z Benetkami nadaljeval spravljivo politiko.
Na pokopališču oglejske bazilike je pokopan še danes. Obstaja nagrobni epigraf, ki je bil kasneje gotovo prepisan in razširjen, in ki ohranja močan ton, ki je zagotovil, da so bila dejanja tega patriarha tudi v naslednjih stoletjih še vedno znana.